# Planta polígama

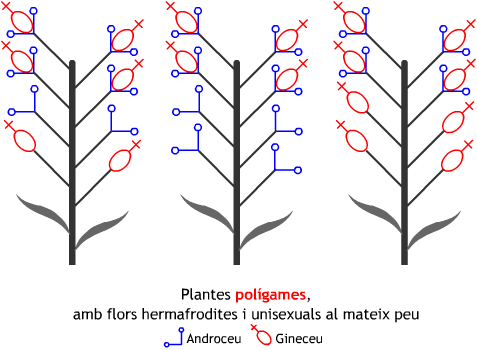
Diagrama de les plantes polígames

Les plantes polígames són aquelles que en el mateix peu de la planta presenta flors mascles, femelles i hermafrodites, és a dir que tenen flors estaminades, pistil·lades i bisexuals (amb els dos sexes). Un exemple de planta polígama és la papaia que produeix a la vegada, en el mateix peu, flors masculines, flors femenines i hermafrodites, en aquest cas el tipus i la quantitat de flors produïdes de cada sexe depèn de factors mediambientals
L'androdioècia és el tipus de planta polígama amb l'espècie que presenta uns peus amb flors hermafrodites i d'altres amb flors masculines.

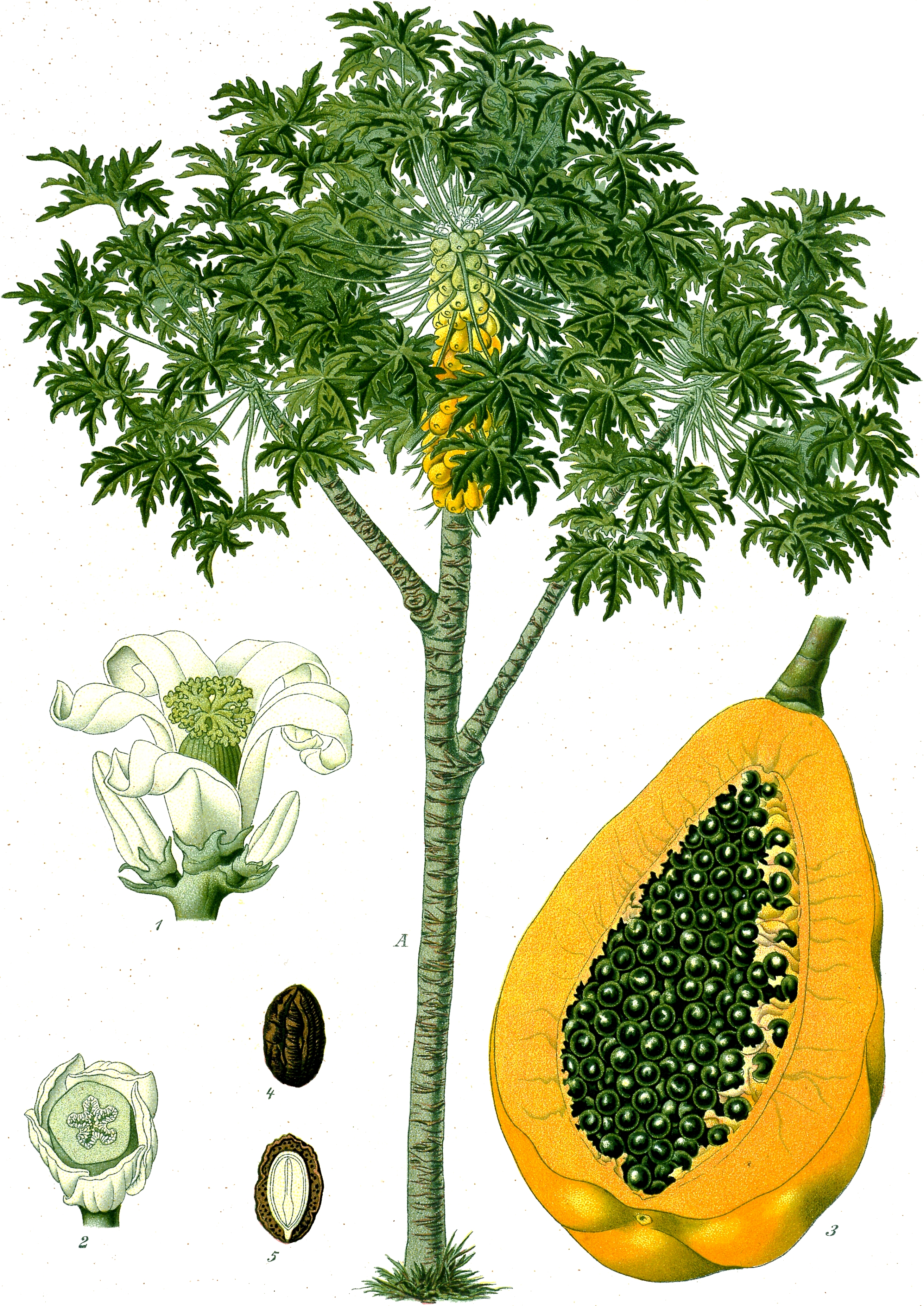
Papaier amb els seus tipus de flors

Charles Darwin a la seva obra The different form of flowers on Plants of the same species va posar com a exemple de planta polígama al freixe Fraxinus excelsior i el considera del grup trioic observant que la separació dels sexes no era completa, ja que incloïa estams en peus femella i pistils en peus mascles. Aquest òrgans sexuals accessoris queien de la planta abans de poder ser funcionals. Darwin destacà també que el gènere de la farigola i l'Atriplex és gino-dioic (és a dir que porten al mateix temps flors femenines i hermafrodites) Entre les plantes que són andro-monoiques esmentà algunes espècies de Galium i Veratrum.
L'olivera és també una planta polígama andromonoica que presenta flors masculines i flors hermafrodites a la vegada. En cas de patir secada l'olivera produeix una gran proporció de flors masculines i, per tant, que no donaran olives.